# 燴飯

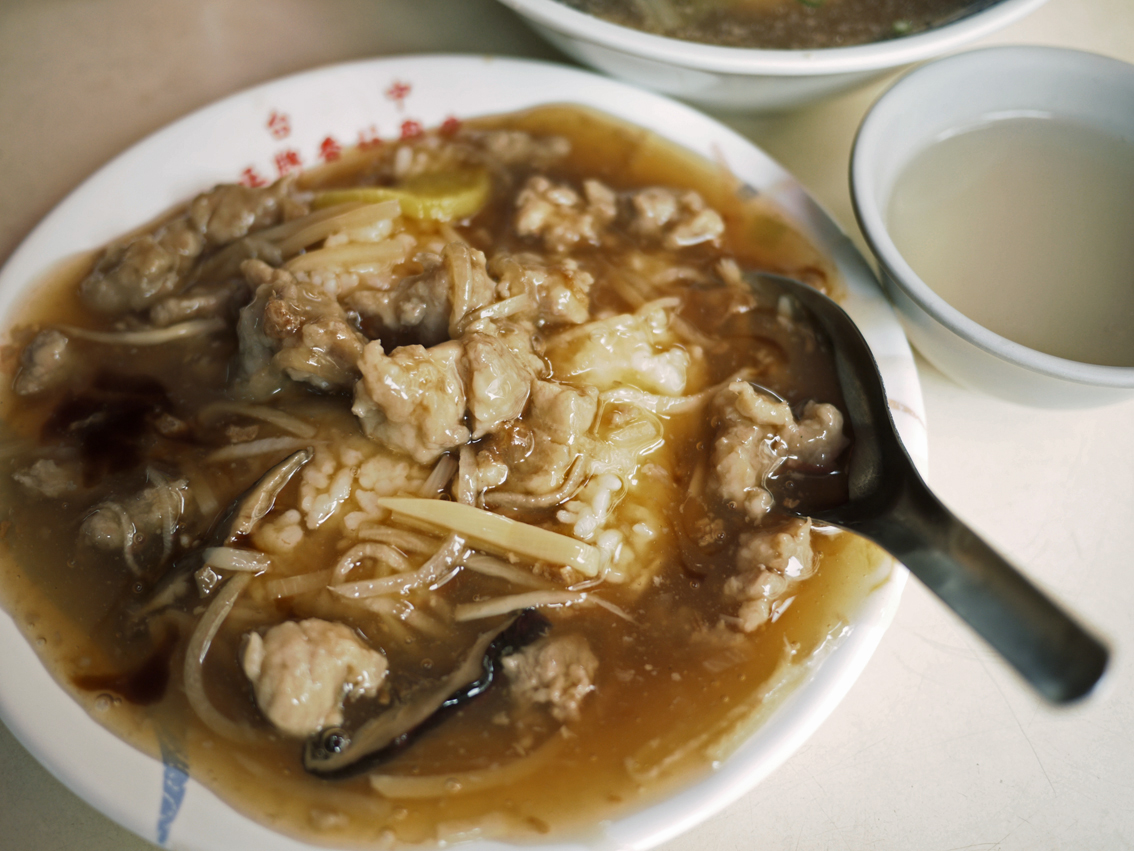
香菇肉焿飯

燴飯，是蓋飯的一種變化，通常用盤子盛好一人份的米飯，澆上有勾芡過的煮熟菜餚。燴飯常見於一般餐廳、快餐店、路邊攤，有時會附上一碗湯。

## 常見燴飯種類

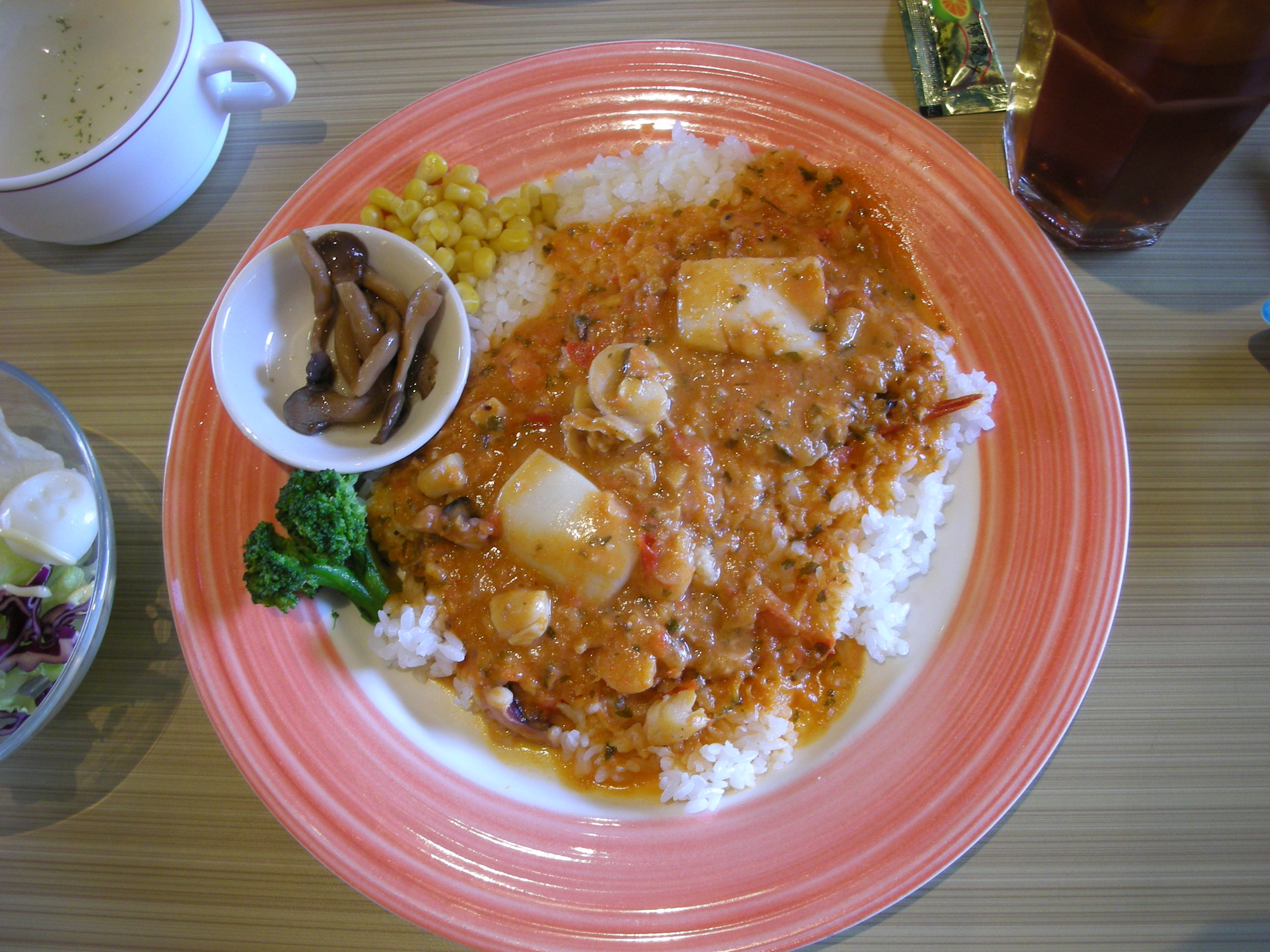
豬肉燴飯

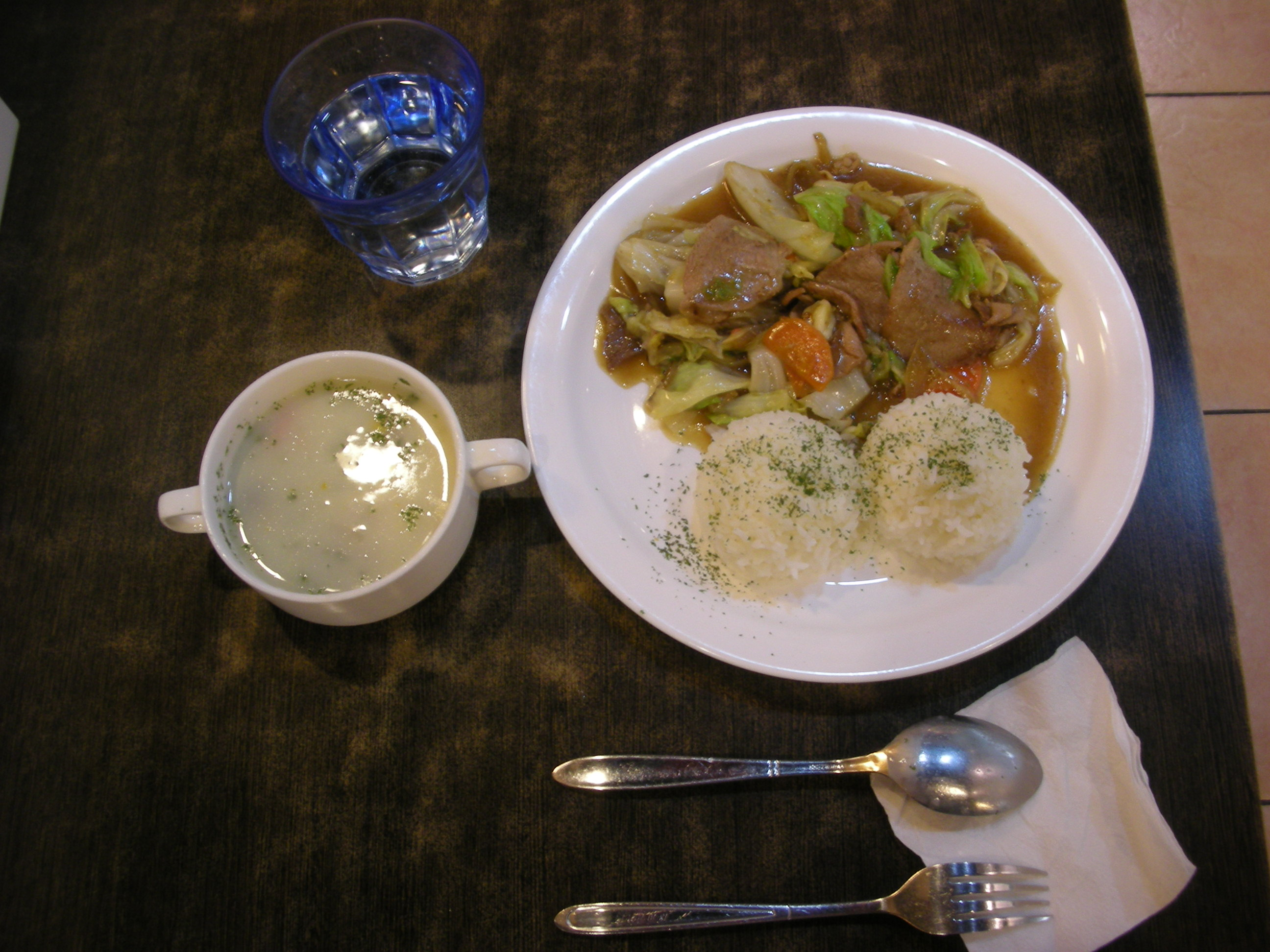
「豬肉燴飯」套餐

- 牛肉燴飯
- 海鮮燴飯
- 肉絲蛋燴飯
- 三鮮燴飯
- 滑蛋蝦仁燴飯

## 類似食品
- 日式咖哩飯